# 洛爾 (佛羅里達州)
洛爾（英語：Lowell）是位於美國佛羅里達州馬里昂縣的一個非建制地區。該地的面積和人口皆未知。

## 地理
洛爾的座標為29°19′49″N 82°11′30″W / 29.33028°N 82.19167°W，而該地的平均海拔高度為28米（即92英尺）。